# Ennomos triangularis
Ennomos triangularis là một loài bướm đêm trong họ Geometridae.